# اسماعیل پاشاپور
اسماعیل پاشاپور علم‌داری (زادهٔ ۲ مه ۱۹۵۴) یک شمشیرباز اهل ایران است. او در رقابت‌های انفرادی و تیمی سابر در بازی‌های المپیک تابستانی ۱۹۷۶ شرکت داشت.